# سوق صغيرة

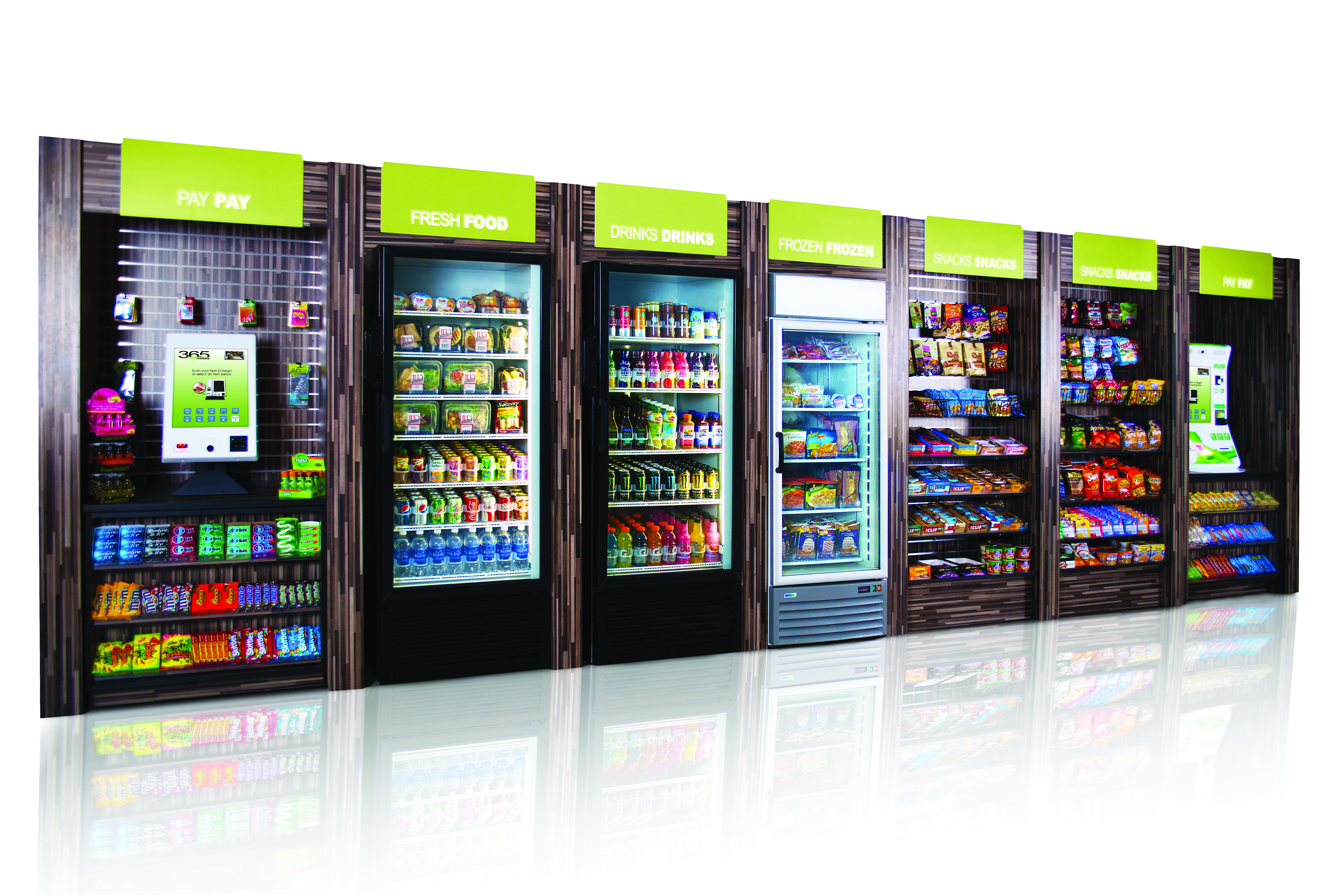
المتاجر الصغيرة مع تقنية السحب الذاتي 365 أسواق التجزئة. يحتوي المتجر الصغير النموذجي على وجبات خفيفة تقليدية ومشروبات ، بالإضافة إلى أطعمة طازجة ومجمدة وخالية من الغلوتين وأكثر من ذلك.

الأسواق الصغيرة هي قطاع بيع بالتجزئة سريعة النمو (ينمو سريعا)، ترتبط ارتباطاً وثيقا بصناعة البيع التي تستخدم التكنولوجيا المتمتعة بالحكم الذاتي-السحب الآلي من أجل العمل في المواقع التي تحتاج إلى تجربة دفع غير مراقب. فهي نموذج هجين لألة البيع والخدمات الغذائية، وخدمة القهوة والمتاجر التي توفر تجربة العملاء محسنة وتضاعف بزيادة تنوع المنتجات وتزيد المبيعات في مكان واحد مع الحفاظ على تكاليف العمل وزيادة الكفاءة التشغيلية. نظراً لأنها موجودة في هذا المجال، رابطة التجارة التلقائية الوطنية (ناما) اعتبرت «[الأسواق الصغيرة] كواحدة من قنوات التركيز جنبا إلى جنب مع البيع والخدمات الغذائية والمرطبات».
الأسواق الصغيرة تبدو مثل المتاجر الحديثة، إلا أنها تعمل في مجال البيع والخدمات الغذائية وخدمات المرطبات. وهي تتألف من شاشة عرض الرف المفتوح، المبردات أو/والمجمدات وكشك الدفع الذاتي. يقدر المستهلكون الدفع باستخدام النقد أو بطاقات الائتمان أو حساب سوق قيمة مخزنة، الوصول إليها عادة من خلال بطاقة السوق، وعنوان البريد الإلكتروني، وبصمات الأصابع أو التطبيق المحمول.
يحتوي «سوق صغير» واحد بين 150-400 المنتجات بسهولة بينما آلة تقليدية يمكن أن تعقد 40 منتج. يقدر العاملون على الاستفادة من المنتجات الإضافية التي تلبي مختلف الأنظمة الغذائية (بدون جيلاتين، كربوهيدرات منخفضة، إلخ.) وفقا لموفر تقنية «السوق الصغير»، 365 «أسواق البيع بالتجزئة»، بالإضافة إلى تنوع المنتج، يعني زيادة تدفق مفتوحة وخيارات الدفع غير النقدي أن المستهلكين: أ) يقضون وقت أقل في الطابور باحثين عن فكة، ب) يشترون أصناف متعددة في حركة شرائية واحدة، ج) صرف أربعة إضعاف في كل معاملة النقدية أكثر من الدفع الفوري.
نتيجة لزيادة الكفاءة والملاءمة لكل من المستهلكين والمشغلين، نمت قناة «السوق الصغير» أضعافاً مضاعفة، وكثيراً ما يؤدي إلى إزالة واستبدال المصارف من آلات البيع. منذ بدايتها في عام 2005.  تتمتع «الأسواق الصغيرة» ارتفاع مطرد في الاستخدام، والمبيعات، حيث ان النمو الأكثر ضخامة حتى الآن هو بين 2012-2016.عدد مواقع «السوق الصغيرة» النشطة نما 574 في المئة من 2,642 مواقع في عام 2012 إلى 17,806 في عام 2016. نتيجة لذلك، زادت مبيعات الأسواق الصغيرة 42 بالمئة بين عام 2015 و2016  وتمثل 20 في المئة من إجمالي المبيعات. مجموع المبيعات لعام 2016 «شملت 456 مليون معاملة استهلاكية و 660 مليون شراء منتج».

وتقليدياً، تعمل «الأسواق الصغيرة» أفضل في البيئات المغلقة مثل غرف استراحة المكتب حيث عدد الموظف بين 150-500؛ تحت 150 والمبيعات لن تبرر التكلفة، ومواقع أكبر من 500 وعادة ما يكون للموقع خدمات لتناول الطعام. ولكن شعبيتها المتزايدة ومع معونة الابتكارات من موفري التكنولوجيا، يمكن الاطلاع على «الأسواق الصغيرة» في الجامعات؛ خيارات تكنولوجية منخفضة التكلفة مثل «Nano market أسواق التجزئة 365»™ جعل المواقع تحت 150 خياراً مجديا من الناحية المالية؛ مواقع أكثر من 500 تجد قيمة في وجود خيار «انتزاع والذهاب».
ووفقا لتقييم واحد
السنوات القليلة القادمة سوف توضح الحجم الكلي للفرصة، لكننا نتوقع أنها فعلا أكثر من ضعف الأولى عام 2013 الإسقاط من 33,500 [بحلول عام 2022] [السوق الصغير] مواقع وسيلقي في نهاية المطاف $ 4 بليون أو أكثر في مبيعات الأسواق
. -القناة السوق الصغير – ثبت والتعزيز وتلقائية التاجر